# Paul Benacerraf
Paul Benacerraf (Paris, 26 de marzo de 1931–13 de enero de 2025) fue un filósofo estadounidense nacido en Francia que trabajó desde 1960 hasta su jubilación en 2007 como profesor e investigador en la Universidad de Princeton, llegando a ser designado como James S. McDonnell Distinguished University Professor of Philosophy.  
Su obra gira en torno a temas de la filosofía de la matemática y es mayormente conocido por dos artículos de su autoría en este campo: "What Numbers Could Not Be" (1965) y "Mathematical Truth" (1973). Fue un férreo defensor del estructuralismo matemático y un opositor del platonismo matemático.
Su hermano mayor fue el destacado inmunólogo venezolano Baruj Benacerraf, quien fue honrado en el año 1980 con el Premio Nobel de Medicina. 

## Obra

### Algunas publicaciones
- Benacerraf, Paul (1960) Logicism, Some Considerations, Disertación doctoral, Universidad de Princeton.
- Benacerraf, Paul (1965) What Numbers Could Not Be, The Philosophical Review, 74:47-73.

Existe traducción española: Qué no podrían ser los números, Mathesis (1993), 9(3), 317-343.
- Benacerraf, Paul (1967) God, the Devil, and Gödel, The Monist, 51: 9-33.
- Benacerraf, Paul (1973) Mathematical Truth, The Journal of Philosophy, 70: 661-679.

Existe traducción española: Verdad matemática, Ágora (2004), 23/2: 233 253.
- Benacerraf, Paul (1981) Frege: The Last Logicist, The Foundations of Analytic Philosophy, Midwest Studies in Philosophy, 6: 17-35.
- Benacerraf, Paul (1985) Skolem and the Skeptic, Proceedings of the Aristotelian Society, Supplementary v. 56: 85-115.

Este artículo también se encuentra en la antología editada por Stewart Shapiro: The Limits of Logic: Higher-Order Logic and the Lowenheim-Skolem Theorem. 
- Benacerraf, Paul and Putnam, Hilary (eds.) (1983²) Philosophy of Mathematics : Selected Readings, New York: Cambridge University Press.
- Benacerraf, Paul (1996) Recantation or Any old ω-sequence would do after all, Philosophia Mathematica, (4)2: 184-189.
- Benacerraf Paul (1996) What Mathematical Truth Could Not Be - I, in Benacerraf and His Critics, A. Morton and S. P. Stich (eds.), Cambridge: Blackwell Publishers, pp 9-59.
- Benacerraf, Paul (1999) What Mathematical Truth Could Not Be - II, en Sets and Proofs, S. B. Cooper y J. K. Truss (eds.), Cambridge University Press, pp. 27-51.

### Libros sobre sus trabajos
- Zimmermann, Manfred (1995) Wahrheit und Wissen in der Mathematik. Das Benacerrafsche Dilemma Archivado el 19 de abril de 2012 en Wayback Machine., Eitorial Transparent: Berlín.
- Gupta, Anoop K. (2002) Benacerraf's Dilemma and Natural Realism for Mathematics. Disertación doctoral, Universidad de Ottawa.
- Morton, Adam y Stich, Stephen P.(eds.) (1996) Benacerraf and his Critics (Philosophers and their Critics), Cambridge: Blackwell Publishers.

### Artículos sobre el autor
- Ebert, Philip A. (2007) What Mathematical Knowledge Could Not Be (enlace roto disponible en Internet Archive; véase el historial, la primera versión y la última)., en St Andrews Undergraduate Philosophy Society Journal, 1 (1) pp. 46-70.
- Hale, Bob y Wright, Crispin (2002) Benacerraf's Dilemma Revisited (enlace roto disponible en Internet Archive; véase el historial, la primera versión y la última). European Journal of Philosophy, Issue 10:1.
- Lucas, J. R. (1968) Satan stultified: a rejoinder to Paul Benacerraf, The Monist (52)1: 145-158.

### Entrevistas
- Benacerraf Interview por The Dualist y el Departamento de Filosofía de la Universidad de Stanford.
- "Whatever I am now, it happened here" por Caroline Moseley